# Alfred Fouillée
Alfred Fouillée (La Pouëze, 18 ottobre 1838 – Lione, 16 gennaio 1912) è stato un filosofo e sociologo francese.

## Biografia
Alfred Jules Émile Fouillée compie i suoi studi a Laval. Comincia la sua carriera da ripetitore, mentre prepara da autodidatta l'Agrégation de philosophie. Arrivato primo al concorso, a partire dal 1864 insegna filosofia nei Licei "Albert-Châtelet", al Liceo di Douai, di Montpellier e di Bordeaux. I suoi studi su Platone (1867) e Socrate (1868) furono premiati dalla "Académie des sciences morales et politiques". Viene quindi nominato "maître de conférences" a l'École normale supérieure di Parigi nel 1872. L'Università gli concede il titolo di docteur en philosophie in considerazione dei suoi due saggi Platonis Hippias Minor sive Socratica contra liberum arbitrium argumenta e La Liberté et le déterminisme.
Nei tre anni seguenti lavora assiduamente alla sua Histoire de la philosophie (1875) e a L'Idée moderne du droit (1878), il che indebolisce molto la sua salute e in particolare la vista, e ciò lo obbliga a dare le dimissioni dal suo incarico di insegnante. Libero dagli obblighi legati ai corsi, prosegue le sue investigazioni filosofiche, tentando di riconciliare l'idealismo con il meccanicismo e il naturalismo in un eclettismo speculativo. 
Nel corso dei tre saggi su L'Évolutionnisme des idées-forces (1890), La Psychologie des idées-forces (1893), e La Morale des idées-forces (1907), egli elabora il concetto di idee-forza, cioè una concezione dello spirito inteso come causa efficiente della propensione delle idee a realizzarsi attraverso un'azione cosciente. I prolungamenti etici e sociologici di questa teoria, soprattutto col suo tentativo di risolvere l'antinomia della libertà, superano i semplici aspetti fisici e psicologici.
Nel 1910 venne candidato al premio Nobel per la letteratura da Carl David af Wirsén.

## Opere
- Histoire de la philosophie, 1875 (tradotta in giapponese nel 1886 da Nakae Chômin, Rigaku no enkakushi 理学沿革史 ;
- L'idée moderne du droit en Allemagne, en Angleterre et en France, Paris, Hachette, 1878;
- La science sociale contemporaine, Paris, Hachette, 1880;
- La Philosophie de Platon Tomo 1, Tomo 2
- Existence et développement de la volonté
- Note su Nietzsche et Lange : « le retour éternel »
- Friedrich Nietzsche et l'immoralisme, 2ª ed. (1902)
- La Propriété sociale et la démocratie, 1884 Versione online
- L'avenir de la métaphysique fondée sur l'expérience, Alcan, Paris, 1889 Versione online
- Le Socialisme et la sociologie réformiste
- Humanitaires et libertaires au point de vue sociologique et moral (publié par Augustin Guyau), Paris, Alcan, 1914 Versione online
- Descartes, Les grands écrivains français, Hachette, 1893
- La démocratie politique et sociale en France, 1910 Versione online
- La psychologie des idées-forces, 1893 Tomo 1, Tomo 2
- Le Moralisme de Kant, et l'immoralisme contemporain, 1905 Versione online
- La liberté et le déterminisme
- Tempérament et caractère selon les individus, les sexes et les races
- Le Mouvement idéaliste et la réaction contre la science positive, 1896
- Le mouvement positiviste et la conception sociologique du monde, 1896
- L'idée moderne du droit Versione online
- Esquisse psychologique des peuples européens Versione online
- La morale, l'art et la religion d'après M. Guyau Versione online
- La France au point de vue moral
- Esquisse d'une interprétation du monde Versione online
- Les Études classiques et la démocratie, 1898 Versione online
- La Conception morale et civique de l'enseignement, 1902 Versione online
- Les éléments sociologiques de la morale, 1905 Versione online